# Stazione di Roma Porta San Paolo
La stazione di Roma Porta San Paolo (talvolta abbreviata in Porta San Paolo o PSP) è una stazione ferroviaria di Roma che funge da capolinea settentrionale della ferrovia Roma-Lido.
Posta nel quartiere Ostiense, nel territorio dell'VIII Municipio, è collegata alla fermata adiacente Piramide della linea B della metropolitana e alla stazione di Roma Ostiense delle FS, raggiungibile tramite un sottopassaggio.

## Storia

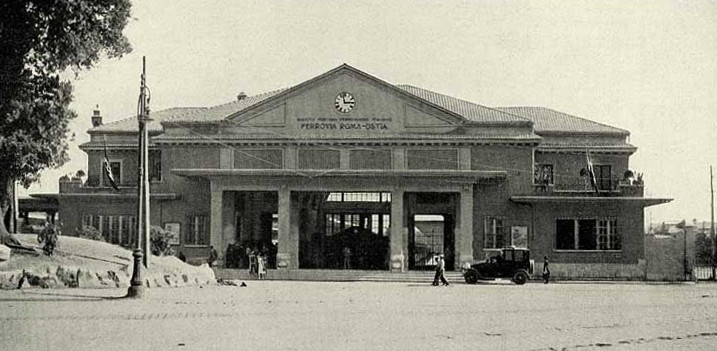
La stazione poco dopo la sua costruzione

I lavori per la costruzione della stazione furono avviati nel 1919, contestualmente a quelli della ferrovia, su progetto dell'architetto Marcello Piacentini, progettista anche dell'altra stazione di testa della linea ferroviaria, Marina di Ostia. Dopo una breve sospensione dei lavori sull'intera linea tra il 1923 e il 1924, la stazione fu inaugurata il 10 agosto 1924 con la partenza del primo convoglio verso il Lido di Ostia, sul quale era presente anche il Presidente del Consiglio Benito Mussolini.
Contrariamente al capolinea ostiense, che fu gravemente danneggiato dai bombardamenti durante la seconda guerra mondiale e successivamente demolito, Porta San Paolo non subì particolari danni.
Il 18 settembre 2004 nei pressi della stazione fu inaugurato un Polo museale dei trasporti per l'esposizione di alcuni rotabili precedentemente in servizio sulle ferrovie ex concesse (oltre alla Roma-Lido stessa, anche la Roma-Civita Castellana-Viterbo e la Roma-Fiuggi-Alatri-Frosinone).

## Strutture e impianti
La stazione presenta una pianta identica alla gemella Marina di Ostia, mantenendo il carattere tipico di una stazione per treni regionali, quindi con un ampio atrio nel quale è ospitata la biglietteria a sportello e un'area d'attesa di fronte ai binari. L'atrio è decorato da affreschi a tema marinaro, opera dell'artista Giulio Rosso.
La facciata del fabbricato viaggiatori, in pieno stile neoclassico, richiama quella di un tipico tempio romano ed è simile a quella della stazione di Roma Ostiense.

## Servizi
La stazione dispone di:
- Biglietteria a sportello
- Biglietteria automatica
- Bar

## Interscambi

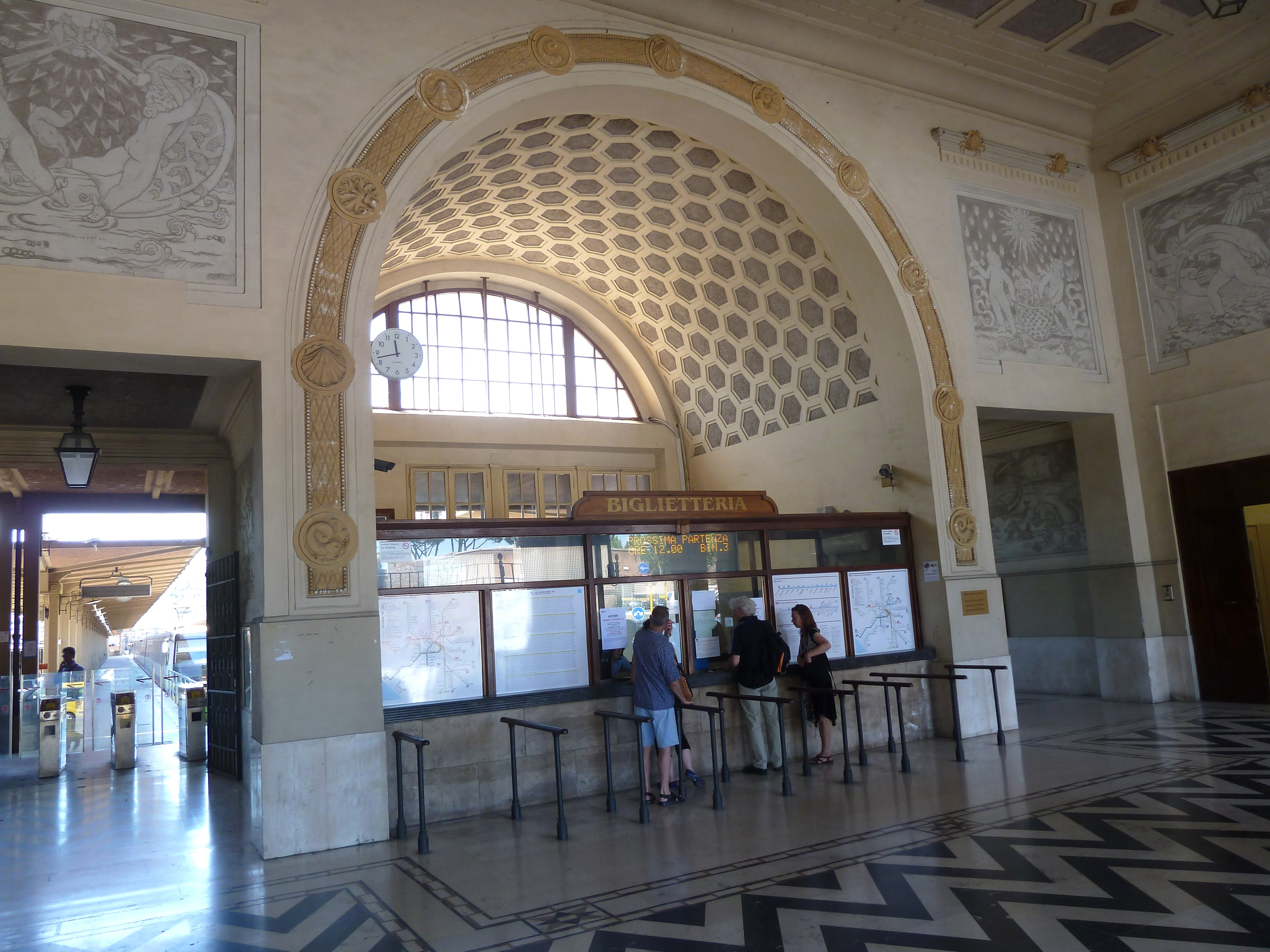
Atrio e biglietteria

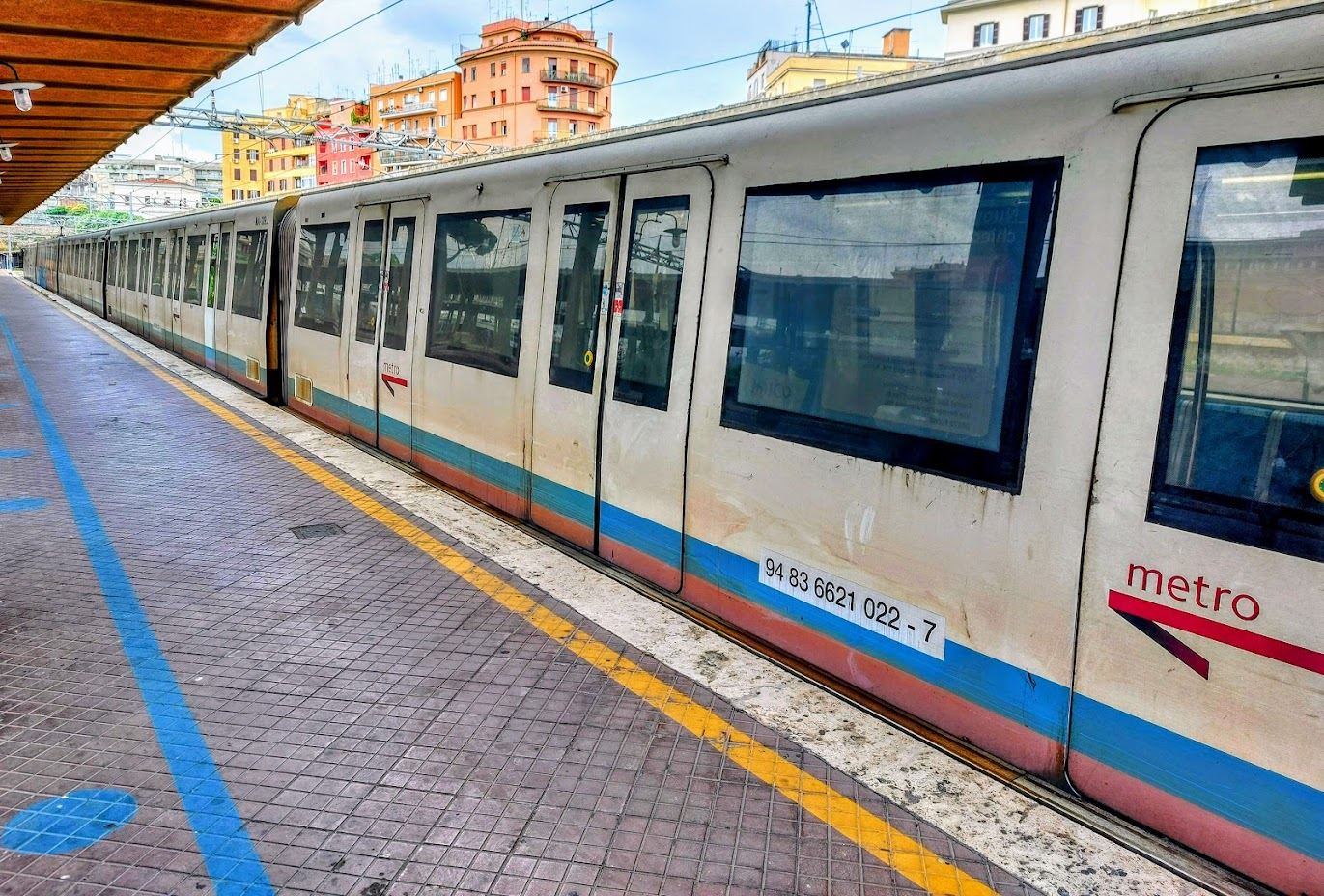
Un Treno della Metromare in sosta

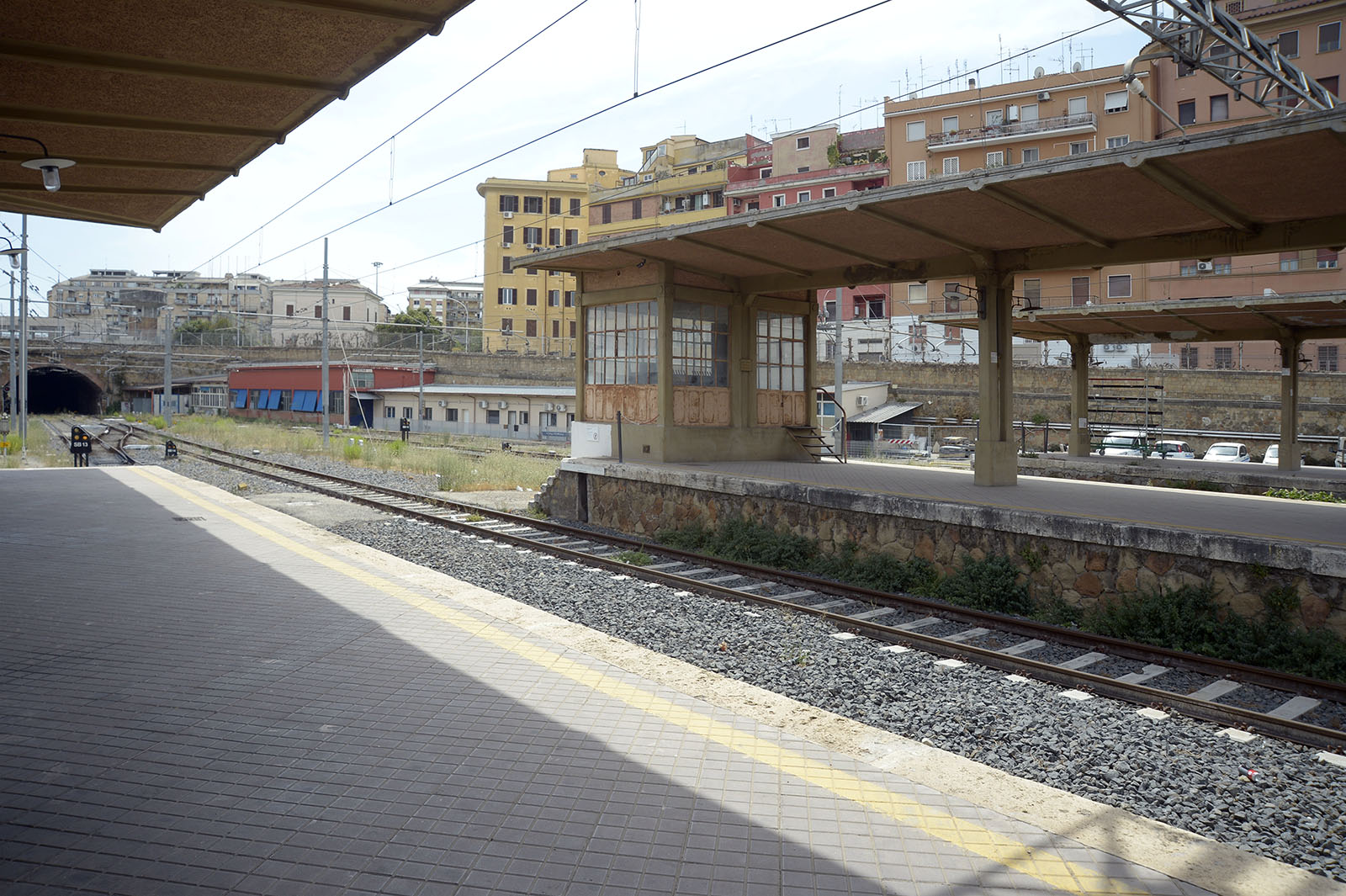
Interno stazione

Attraverso appositi percorsi interni è possibile raggiungere sia la fermata Piramide della linea B/B1 della metropolitana sia la stazione di Roma Ostiense, permettendo un interscambio con tre linee delle ferrovie laziali (FL1, FL3 e FL5) e diversi treni regionali e InterCity.
Piazzale Ostiense e piazzale dei Partigiani sono inoltre importanti capolinea del trasporto pubblico di superficie, permettendo l'interscambio con diverse linee autobus gestite da ATAC e con la linea 3 della rete tranviaria. Diverse fermate autobus sono situate anche su viale delle Cave Ardeatine e via Ostiense.
- Stazione ferroviaria (Roma Ostiense)
- Fermata metropolitana (Piramide, linea B/B1)
- Fermata autobus (linee ATAC)
- Fermata tram (linea 3)